# Мысли в тумане
«Мысли в тумане» (англ. Relentless: Mind of a Killer) — кинофильм.

## Сюжет
Психиатр-криминалист, жена которого погибла от рук его же пациента, в отчаянии бросает работу и закрывается в себе. Но когда ему предлагают новое, изощрённое и головоломное убийство, он соглашается вернуться к своей практике и помочь в поисках убийцы. По ходу расследования этого дела психиатр сам постепенно примиряется с перенесённой ранее потерей.

## В ролях
- Тим Мэтсон — Питер Хеллман
- Клаудия Кристиан — Линн
- Альберта Уотсон — Эллен